# Massignieu-de-Rives
Massignieu-de-Rives là một xã ở tỉnh Ain, vùng Auvergne-Rhône-Alpes thuộc miền đông nước Pháp.